# Petelia paroobathra
Petelia paroobathra là một loài bướm đêm trong họ Geometridae.